# Die Bremer Stadtmusikanten

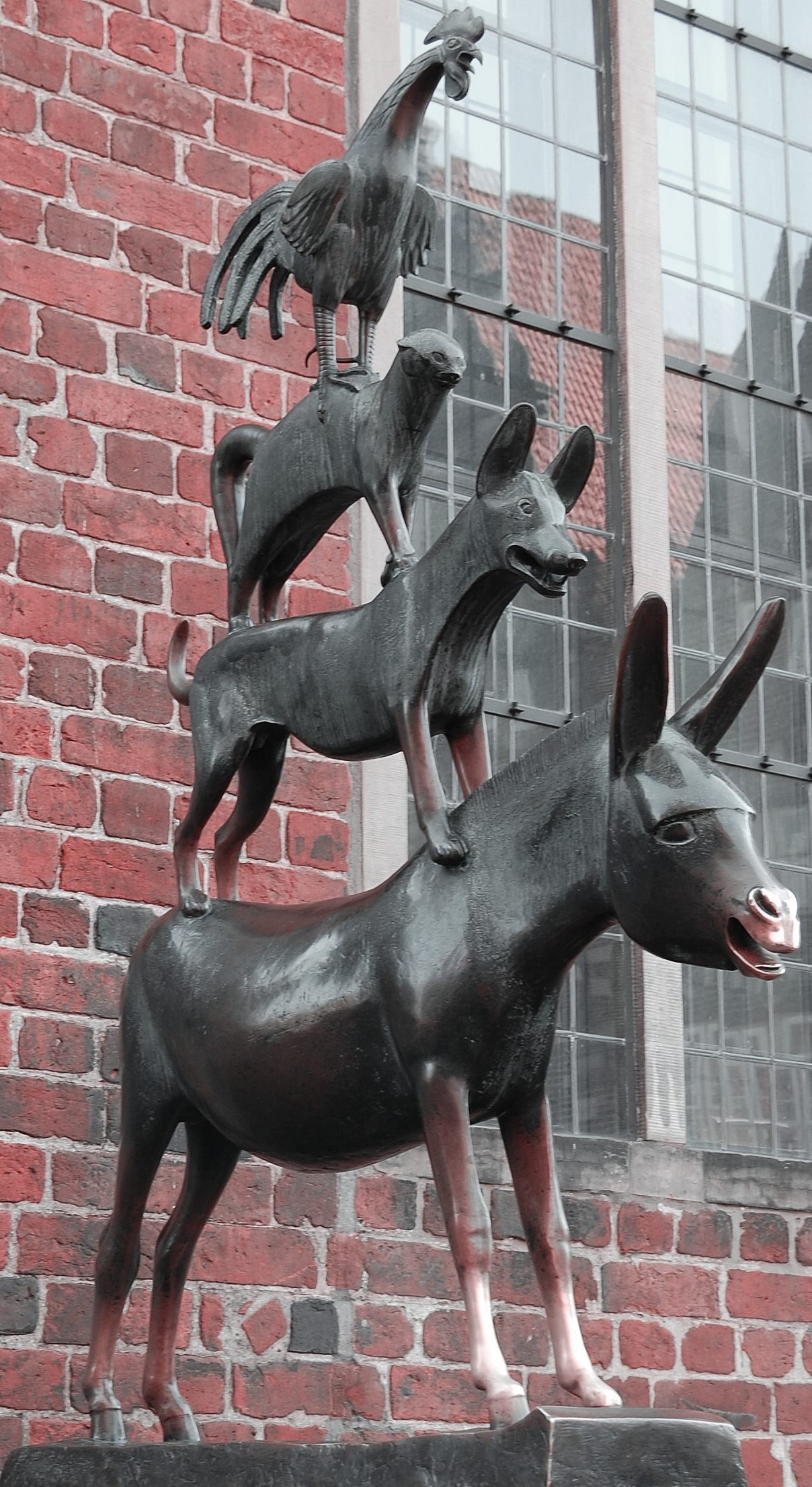
Die Bremer Stadtmusikanten von Gerhard Marcks (1953) vor dem Bremer Rathaus

Die Bremer Stadtmusikanten ist ein bekanntes Märchen (ATU 130). Es steht in den Kinder- und Hausmärchen der Brüder Grimm an Stelle 27 (KHM 27). Die vier Tiere sind auch zu eigenständigen Symbolen geworden, so wurden im Jahr 2017 Ampeln im Bremer Innenstadtbereich mit ihnen gestaltet.

## Handlung
Der alte Esel soll verkauft werden. Deshalb flieht er und will Stadtmusikant in Bremen werden. Unterwegs trifft er nacheinander auf den Hund, die Katze und den Hahn. Auch diese drei sind schon alt und sollen sterben. Sie folgen dem Esel und wollen ebenfalls Stadtmusikanten werden. 
Auf ihrem Weg kommen sie in einen Wald und beschließen, dort zu übernachten. Sie entdecken ein Räuberhaus. Indem sie sich vor dem Fenster aufeinanderstellen und mit lautem „Gesang“ einbrechen, erschrecken und vertreiben sie die Räuber. Die Tiere setzen sich an die Tafel und übernehmen das Haus als Nachtlager. Ein Räuber, der später in der Nacht erkundet, ob das Haus wieder betreten werden kann, wird von den Tieren nochmals und damit endgültig verjagt. Den Bremer Stadtmusikanten gefällt das Haus so gut, dass sie nicht wieder fort wollen und dort bleiben.

## Bedeutung
Die Geschichte ist dem Literaturtyp der Tierfabel verwandt und sie zeigt die Merkmale einer Gesindeerzählung: Die Tiere entsprechen den im Dienst bei der Herrschaft alt gewordenen, abgearbeiteten und durch den Verlust an Leistungskraft nutzlos gewordenen Knechten und Mägden. Mit ihrem Aufbruch, ihrem Zusammenhalt und Mut schaffen sie das fast Unmögliche. Sie überlisten die Bösen, schaffen sich ein Heim und somit ein neues Leben. Es ist eines der Märchen in der Grimm’schen Sammlung, „das auf die sozialutopischen Wünsche der Unterschicht in der bürgerlichen Gesellschaft“ eingeht.
Dadurch, dass jene Tierschicksale die von Menschen widerspiegeln, werden Belange des Lebens angesprochen, die mit Rechten (von Mensch und Tier gleichermaßen) verbunden sind. Dieter Brand-Kruth schreibt ihnen Parallelen zur Allgemeinen Erklärung der Menschenrechte zu.
Die Botschaft sowohl des Grimm’schen Märchens als auch der meisten späteren Adaptionen ist optimistisch und suggeriert die Möglichkeit nachhaltiger Lösungswege auch aus prekären Situationen heraus.
Das Märchen Die Bremer Stadtmusikanten ist ein Musterbeispiel für den Erzähltypus „Tiere auf Wanderschaft“.
In psychoanalytischen Untersuchungen wurde vielen Erzählmustern aus den überlieferten Märchen auf den Grund gegangen, doch die Stadtmusikanten fanden dabei wenig Beachtung.

## Edition der Brüder Grimm

### Erstveröffentlichung in Grimms Märchen
Nach der Erstauflage ihrer Kinder- und Haus-Märchen (KHM) aus den Jahren 1812 (Band 1) und 1815 (Band 2) legten die Brüder Grimm im Jahr 1819 die 2. Auflage der beiden Bände vor; ihr Vorwort datiert vom 3. Juli 1819. Dabei wurde das Volksmärchen Die Bremer Stadtmusikanten von den Brüdern Grimm als 27. Märchen in diese 2. Auflage ihrer Märchensammlung aufgenommen und damit erstmals im Jahr 1819 veröffentlicht. Als Quelle werden zwei Erzählungen aus dem Paderborner Land angegeben, als Vermittler wird meist Freiherr August Franz von Haxthausen angenommen, obschon es dafür keinen Beweis gibt. In einer von Dorothea Viehmann aus dem Dorf Zwehrn bei Kassel beigesteuerten Variante treten die Haus- und Hoftiere friedlich in das Haus ein und musizieren gegen Essen für die Räuber. Als die Räuber um Mitternacht vom Beutezug zurückkehren, wird ein Kundschafter von den Tieren aus dem Haus gejagt. Grimms Anmerkung gibt ein Gedicht Der Ochs und der Esel stürmen mit ihrer Gesellschaft ein Waldhaus in Rollenhagens Froschmeuseler „Buch 3, Cap. 8“ wieder. Dort sind es Waldtiere, was wohl ursprünglicher sei. Die Brüder Grimm nennen dazu Isengrimus „529 folg.“ und ein siebenbürgisch-sächsisches Märchen bei Haltrich Nr. 4, KHM 41 Herr Korbes. Sie bemerken auch, dass hier die Stärkeren getäuscht werden, wie in KHM 102 Der Zaunkönig und der Bär, und nennen noch eine „schwäbische Erzählung“ bei Meier Nr. 3. Vergleiche zum Ganzen KHM 10 Das Lumpengesindel.
Wie auch in anderen Märchen haben die Grimms das zugetragene Material überarbeitet und angereichert. So wird beispielsweise in der Ausgabe von 1857 erstmals erwähnt, dass der Esel „die Säcke unverdrossen zur Mühle getragen hatte“. Während die Tiernamen „Grauschimmel“ und „Packan“ bereits in der 2. KHM-Auflage 1819 vorhanden waren, wurden „Bartputzer“ und „Rothkopf“ erstmals in der 4. Auflage 1840 genannt. Der Text enthält schon ab dem Erstdruck viele sprichwörtliche Redensarten: „merkte, daß kein guter Wind wehte“; „wenn’s einem an den Kragen geht“; „nun ist guter Rat teuer“; „durch Mark und Bein“; „aßen, als wenn sie vier Wochen hungern sollten“; „ins Bockshorn jagen lassen“; „und der das zuletzt erzählt hat, dem ist der Mund noch warm“. Ab der kleinen Ausgabe von 1825 macht die Katze „ein Gesicht wie drei Tage Regenwetter“.

### Märchenforschung und Bremer Stadtmusikanten
Die zeitliche Entwicklung und die regionalen Wanderungen der europäischen Volkserzählungen sind vor allem von der Märchenforschung untersucht und klassifiziert worden: Die älteste Fassung des Typs Tiere im Nachtquartier ist in dem lateinischen Tierepos mit dem Titel Ysengrimus des Genter Klerikers Nivard von Gent (um 1148) enthalten. Hans Sachs mit Der Kecklein (1551), Georg Rollenhagen in seinem Epos Froschmeuseler (1595) und andere schon von Grimm genannte Werke, in denen noch ausschließlich Tiere an der Handlung beteiligt sind, nutzten diesen Stoffkreis ebenso wie in der Nachfolge von Grimm Ludwig Bechstein mit Undank ist der Welt Lohn in Neues deutsches Märchenbuch (1856). Den neuesten Forschungsstand zum Thema vermitteln Dieter Brand-Kruth, Andreas Lienkamp und Lothar Bluhm.
Wenig seriös sind dagegen die zahlreichen, methodisch unbrauchbaren Versuche, Orte und topographische Situationen in den fiktiven Tiermärchen mit konkreten Plätzen oder Baulichkeiten in Verbindung zu bringen. Mit „Bremen“ im Titel des Märchens ist die Hansestadt Bremen gemeint. Bremen ist dieser Lesart zufolge in diesem Märchen ein Bild für einen Sehnsuchtsort für die landesflüchtigen ‚Tiere‘. Die Stadt besaß in der Hansezeit besondere Stadt- und Freiheitsrechte, beschäftigte vom Mittelalter bis Ende des 18. Jahrhunderts Stadtmusikanten und war auch ein Ort, über den Auswanderer entlang der Weser über Bremen nach Übersee gelangten. Die Freundschaft der Brüder Grimm mit dem ehemaligen Bürgermeister Johann Smidt sowie mit dessen 1819 verstorbenen Tochter Johanne könnte ebenfalls zur Nennung des Stadtnamens beigetragen haben. Zum 200-jährigen Jubiläum der Erstveröffentlichung des Märchens fand 2019 in Bremen ein wissenschaftliches Symposium statt, in dessen Mittelpunkt die Frage nach der Übertragbarkeit des Tiermärchens auf reale menschliche Verhältnisse stand. Die Lokalität Bremer Grund im Hessischen Hinterland weist auf den verbreiteten Ruf der Hansestadt auch im Binnenland hin.

## Bildtradition
Unter den Bildschöpfungen zu Märchenthemen gehören die Bremer Stadtmusikanten zu den am häufigsten ausgewählten Figurationen. Der dramatische Höhepunkt der Erzählung mit den zum Schrecken der Räuber eine Figurenpyramide bildenden Tieren ist das bevorzugte Motiv aus dieser Erzählung.
Sein visuelles Wiedererkennungspotential und seine Unverwechselbarkeit sind einzigartig.

### Buchillustrationen/Philatelie
Als frühestes Beispiel lieferte der berühmte englische Karikaturist George Cruikshank die Vorlage für einen Kupferstich in der 1823 erschienenen Ausgabe der German Popular Stories, eine Übersetzung der Kinder- und Hausmärchen von Edgar Taylor.
Da das Märchen in der Folgezeit so populär wurde, dass es in kaum einer Märchensammlung fehlte, es zudem seit der Erfindung der Schnelldruckpresse immer mehr illustrierte Märchenbücher gab, wuchs die Zahl der Darstellungen ins Unüberschaubare. Neben die Bücher traten Bilderbogen, Sammelbilder, Glanzbilder, Reklamemarken, Ansichtskarten, Notgeldscheine, Briefmarken und viele andere Medien, die sich nicht nur an Kinder wenden, sondern auch als Marketingelement Erwachsene ansprechen.

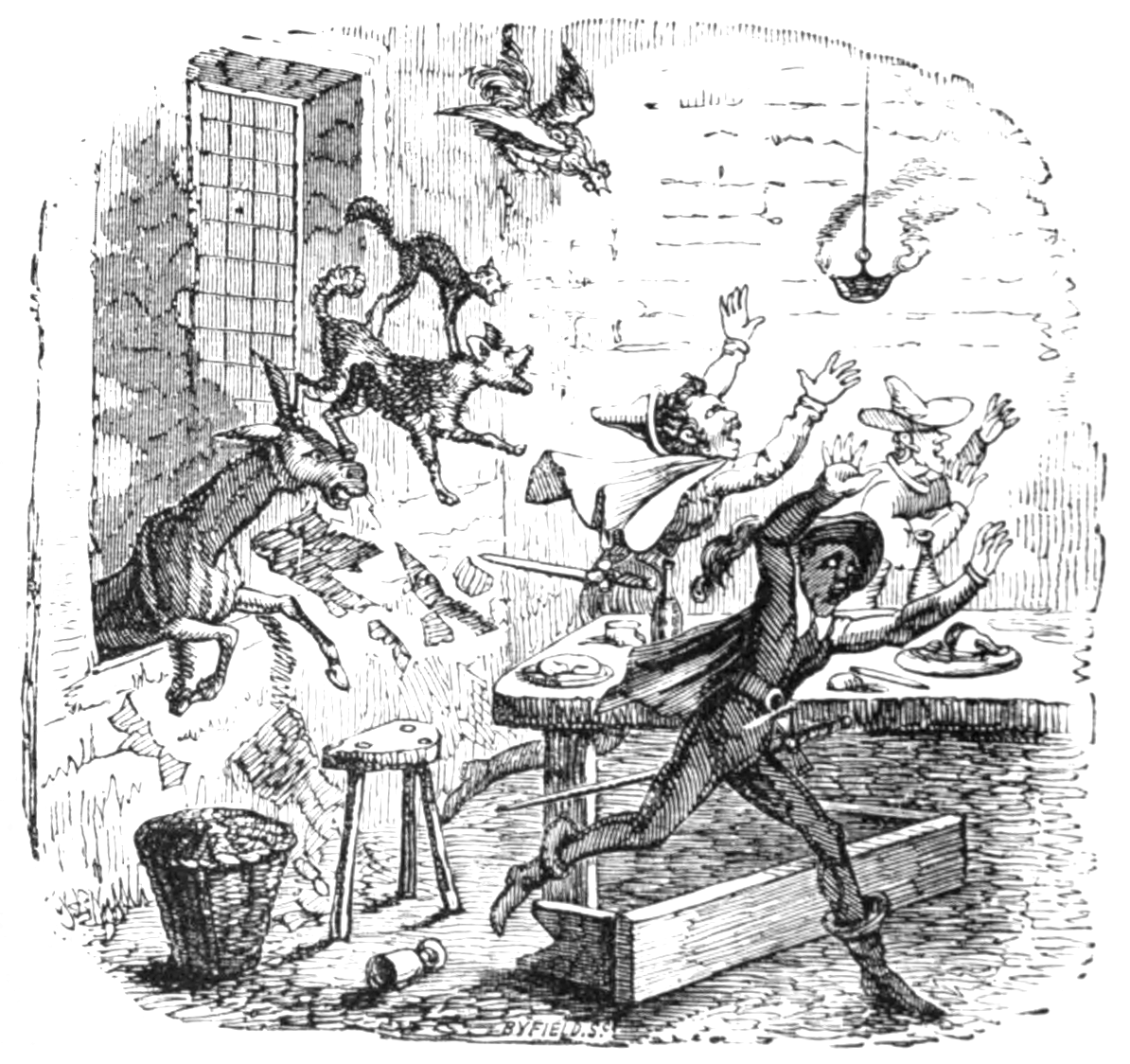
Illustration von George Cruikshank in German Popular Stories, 1823
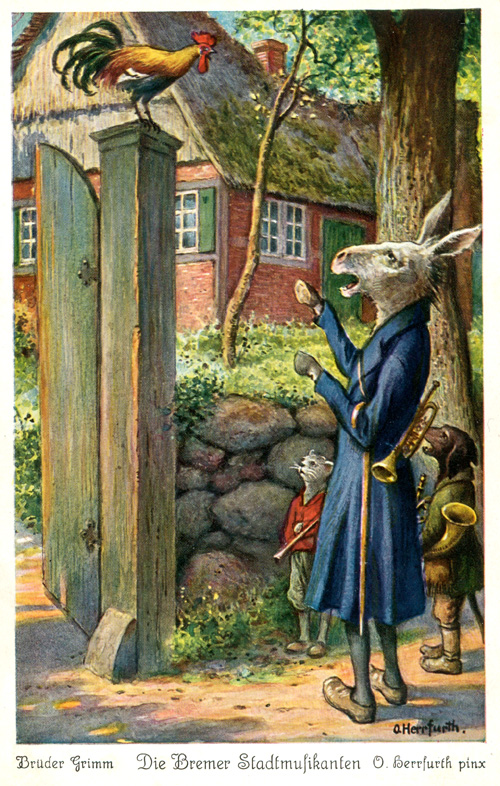
Illustration von Oskar Herrfurth, um 1920/30
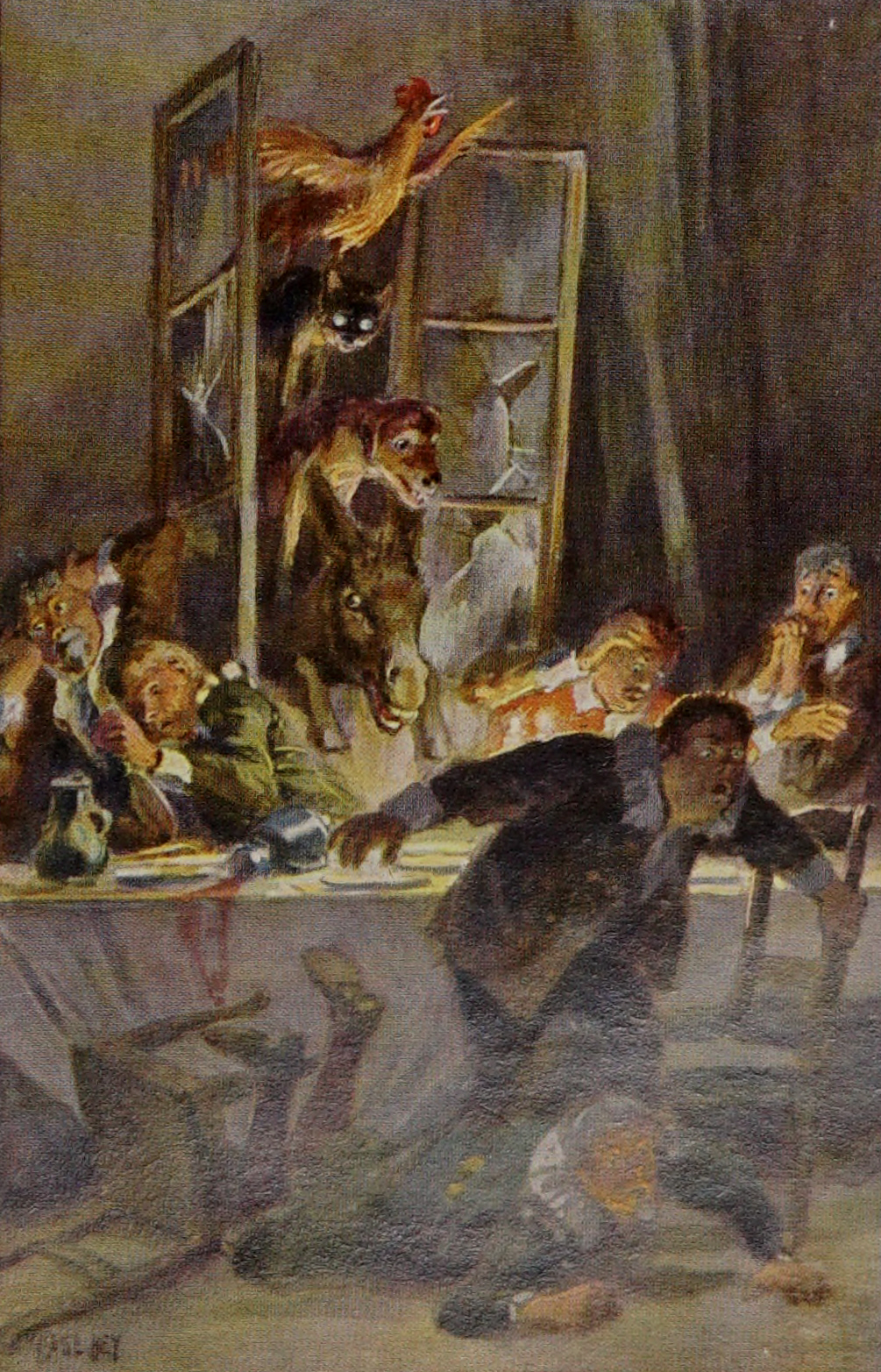
Illustration von Paul Hey, 1939

### Die Stadtmusikanten von Gerhard Marcks als Bremer Wahrzeichen und Stadtlogo

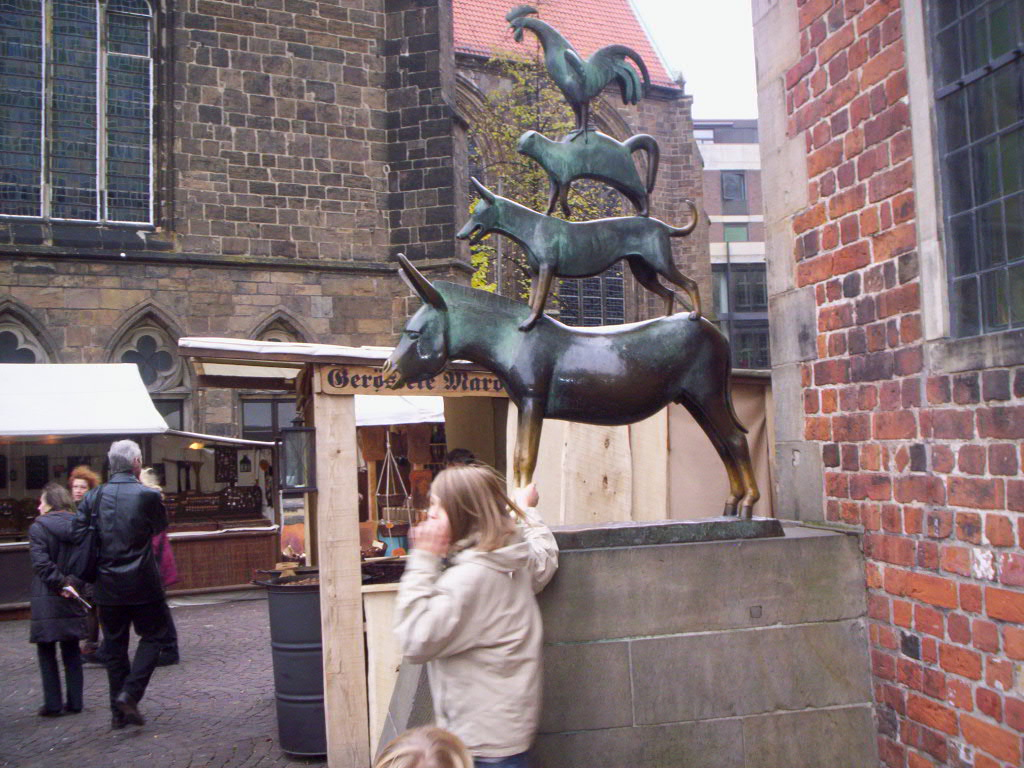
Junge fasst Vorderbein des Esels an, um sich einen Wunsch zu erfüllen.

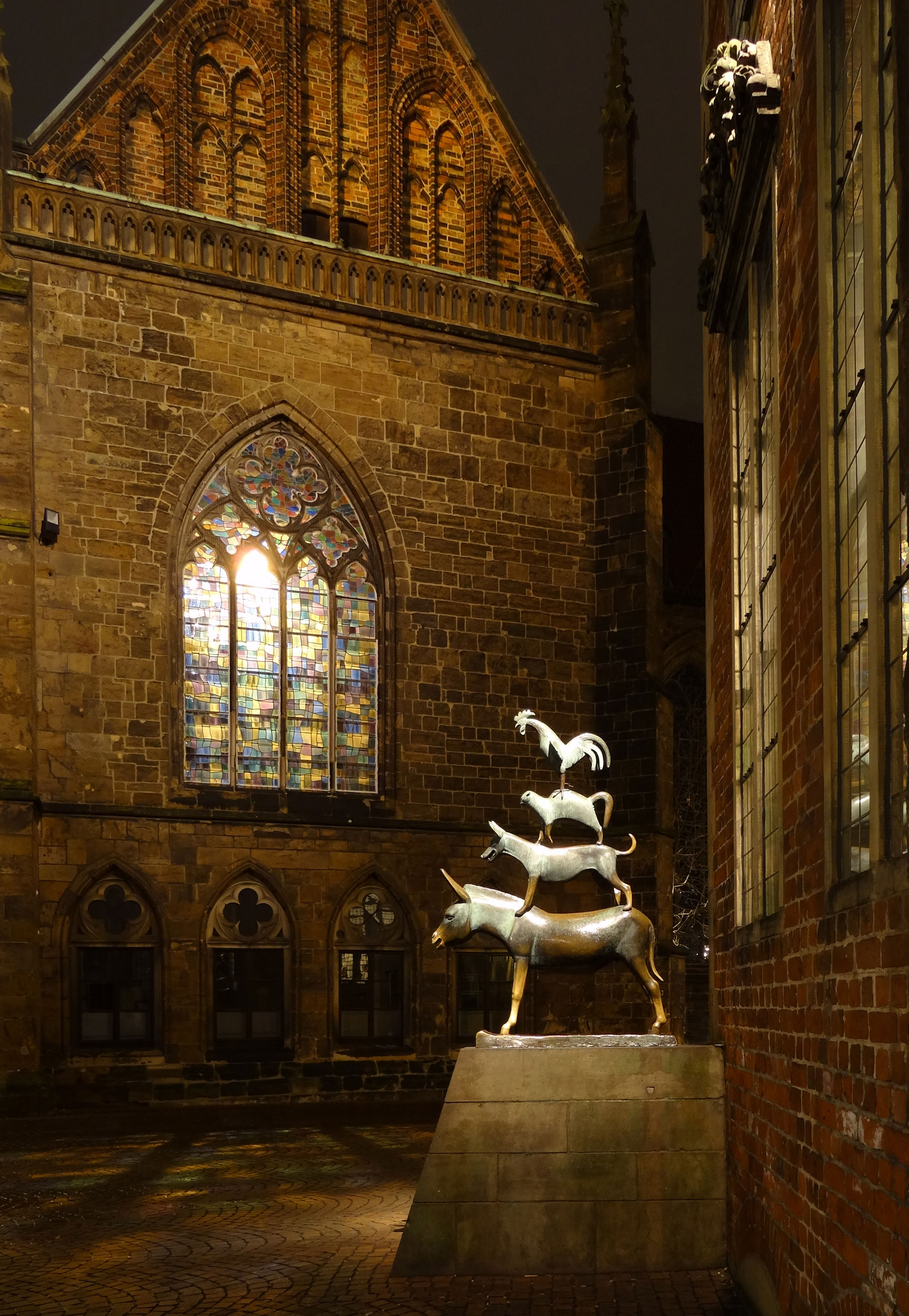
Die Bremer Stadtmusikanten von Gerhard Marcks (1953) am Bremer Rathaus, im Hintergrund die Liebfrauenkirche

Schon um 1938 gab es in Bremen im Hinblick auf den sich entwickelnden Städtetourismus Überlegungen, eine Art Denkmal für die Bremer Stadtmusikanten zu errichten, doch erst 1951 gab ein Besuch von Gerhard Marcks, einem der bedeutendsten deutschen Bildhauer seiner Generation, den Anlass zu einer Realisierung. Das vom Verkehrsverein betriebene Auftragsprojekt und die ursprünglich für ein Jahr probeweise geplante Aufstellung der Gruppe am 30. September 1953 vor der linken Stirnseite des Bremer Rathauses war von einer regen und anhaltenden öffentlichen Kontroverse um Kosten, Maßstab und fehlende Berücksichtigung Bremer Künstler begleitet. Manchem Bremer war zunächst die Gruppe nicht bewegt und „lustig“ genug. Doch gerade seine Zeichenhaftigkeit, seine formale Strenge und zurückhaltende Stilisierung hat sicher dazu beigetragen, dass die unterlebensgroße Bronzeplastik neben dem Bremer Roland zum heimlichen Wahrzeichen Bremens wurde und für Touristen zum obligatorischen Besichtigungsprogramm gehört. Gern wird den Besuchern dabei erzählt, wenn man die Vorderbeine des Esels anfasse, gehe ein Wunsch in Erfüllung. Der Standort der Bronzeplastik von Marcks ist seit dem Jahr 1953 fortdauernd am Bremer Rathaus.
2009 wurde die Standortfrage neu angestoßen, die Initiative verlief jedoch im Sande.
Die 1955 formell erworbene, 200 cm hohe Figurengruppe steht unter Denkmalschutz.
Zweitgüsse der Plastik von Gerhard Marcks stehen seit 1973 im Busch-Reisinger Museum der Harvard University in Cambridge (Massachusetts) und bei einer privaten Stiftung in Milwaukee, 10 weitere Güsse nach dem kleinen Entwurfsmodell in verschiedenen Sammlungen.
Das Bildschema der im Profil gesehenen Gruppe ist inzwischen zur offiziellen Standort-Corporate-Identity avanciert und hat das traditionsreiche Schlüsselbild aus dem Stadtwappen im Bremer Stadtmarketing abgelöst.

### Plastische Darstellungen
- Figurengruppe von Bernhard Hoetger aus Bronze, seit 1926 am Sieben-Faulen-Brunnen in der Bremer Böttcherstraße
- Bronzestatue in Bremen von Gerhard Marcks, seit 1953 als Leihgabe am Westportal des Bremer Rathauses; 1955 durch Spenden für Bremen erworben (siehe den vorigen Abschnitt)
- Figurengruppe als altes Gasthausschild am Deutschen Haus (heute Beck’s am Markt), Obernstraße/Am Markt
- Brunnenaufsatz von Karl Lemke (Usedom, 1979) vor dem Waidspeicher in Erfurt[26]
- Bronzebrunnen Die Bremer Stadtmusikanten, seit 1984 in Ense (Bremen-Ense) im Kreis Soest vor dem Enser Rathaus mit den Tieren der Region: Hahn, Schwein, Ente, Katze und Taube
- Gedenkstein bei Brakel/Kreis Höxter[27]
- Bronzestatue Die Bremer Stadtmusikanten von Christa Baumgärtel in Riga hinter der Petrikirche, 1990 gestiftet von der Partnerstadt Bremen[28]
- Plastik in Leipzig bei N 51° 19.878', O 012° 23.315', wo die vier Tiere den letzten Räuber bedrängen
- Erinnerungsplakette Syker Helden in Syke-Suurend mit den in Bronze verewigten Spuren von Esel, Hund, Katze und Hahn, die hier um 1250 entstanden und 1976 wieder aufgefunden worden seien
- Kupferplastik von Edmund Hopf an einer Häuserwand in Bremen-Huchting, Kirchhuchtinger Landstraße; Stiftung der Gewoba
- Plastik auf dem Anton-Pieck-Platz im Freizeitpark Efteling
- Tiergruppe von Heinrich Möller (1835–1929), seit Ende des 19. Jahrhunderts im Senatszimmer des Bremer Ratskellers
- Messingplastik von August Tölken (1892–1975), seit 1926 im Haus St. Petrus in der Böttcherstraße in Bremen
- Kupferplastik von Karl Ehrentraut in Bremen; seit 1950 mit Unterbrechungen an der Herrlichkeit auf der Teerhof-Halbinsel
- formale Analogie: Tiergruppe Turm der Tiere von Lutz Hähnel an der Ecke Tuchmacherstr. / Mühlenstr. in Fürstenwalde/Spree sowie Frankfurt (Oder)
- Medaille des Bremer Senats von 1965
- In Japan wurde 1985 in Osaka eine Steinskulptur geschaffen,[29] und 1998 fertigte die Bremer Künstlerin Kirsten Brünjes eine Plastik für die Stadt Kawasaki.[30] In Kawasaki ist das Symbol in verschiedenen Ausprägungen vertreten.[31]
- Die polnische Künstlerin Katarzyna Kozyra stellte 1993 als Diplomarbeit je ein Exemplar der vier Spezies in Form einer Pyramide der getöteten und ausgestopften Tiere aufeinander. Das Werk wurde wegen eines drastischen Videos von der Tötung des Pferdes Gegenstand einer heftigen Diskussion um ethische Grenzen der Kunst. Es befindet sich in der Warschauer Zachęta-Galerie.[32]
- Beim Bremer Solidaritätspreis wird seit 1988 eine Skulptur der Stadtmusikanten (Künstler Bernd Altenstein) überreicht.
- Maurizio Cattelan: Love lasts forever, Skulptur aus vier Tierskeletten übereinander, 1997, Kunsthalle Bremen.
- Figurengruppe von 2019 aus dem Baumstamm einer Buche von der Kettensägekünstlerin Ragna Reusch in Bremen-Huchting im Park links der Weser (Gehölzlehrpfad) in der Nähe vom Hohenhorster Weg (um Nr. 132, Rückseite).[33]
- Bronzeskulptur Bremer Stadtmusikanten (1968) von Fritz Bernuth in Köln, Elisabeth-von-Mumm-Platz.[34]
- Bronzestatue Musik unter Freunden von Alexandra Catina in Haifa, 2022 gestiftet von der Partnerstadt Bremen.

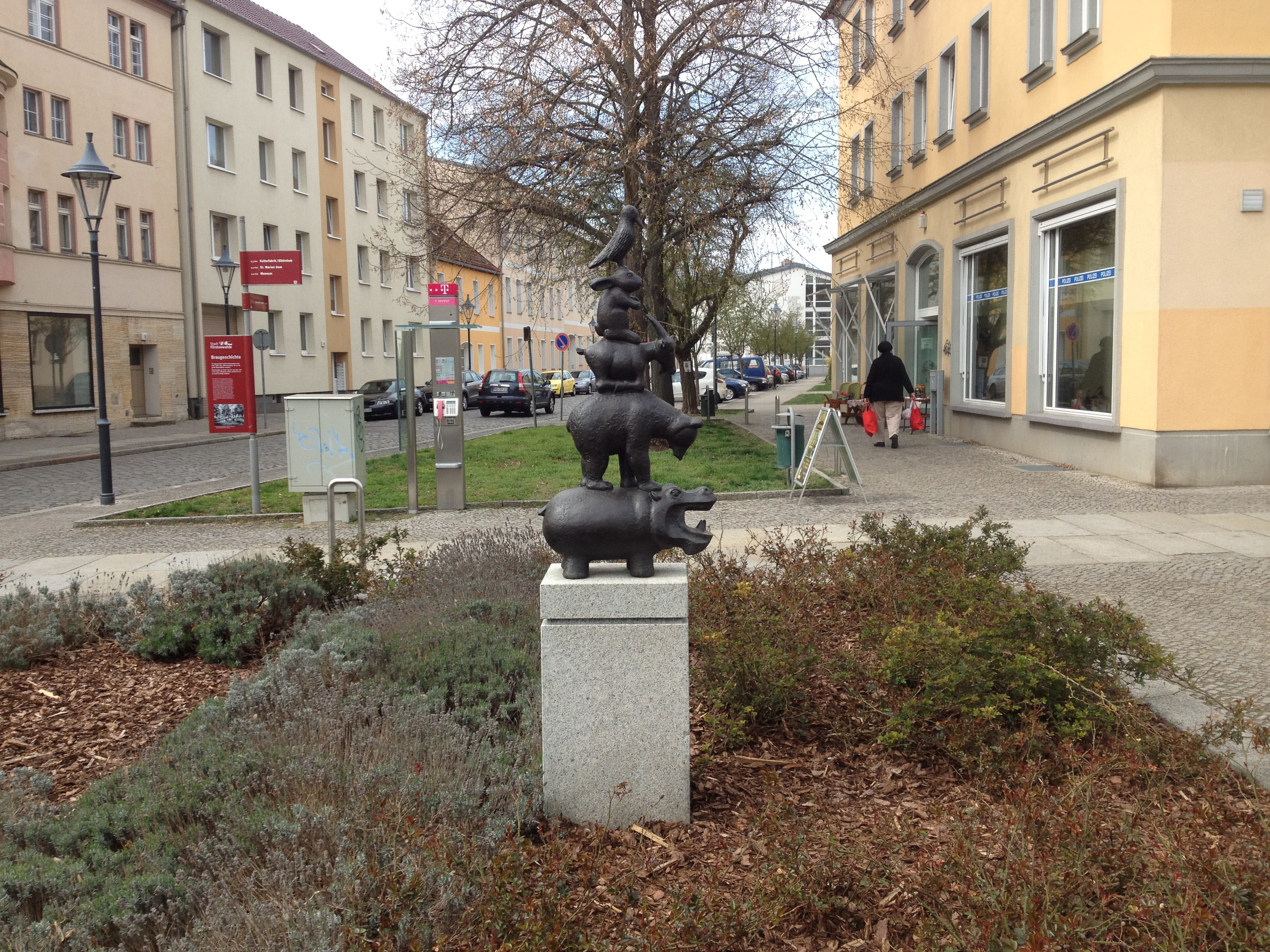
Tiergruppe Turm der Tiere, formale Analogie von Lutz Hähnel in Fürstenwalde/Spree
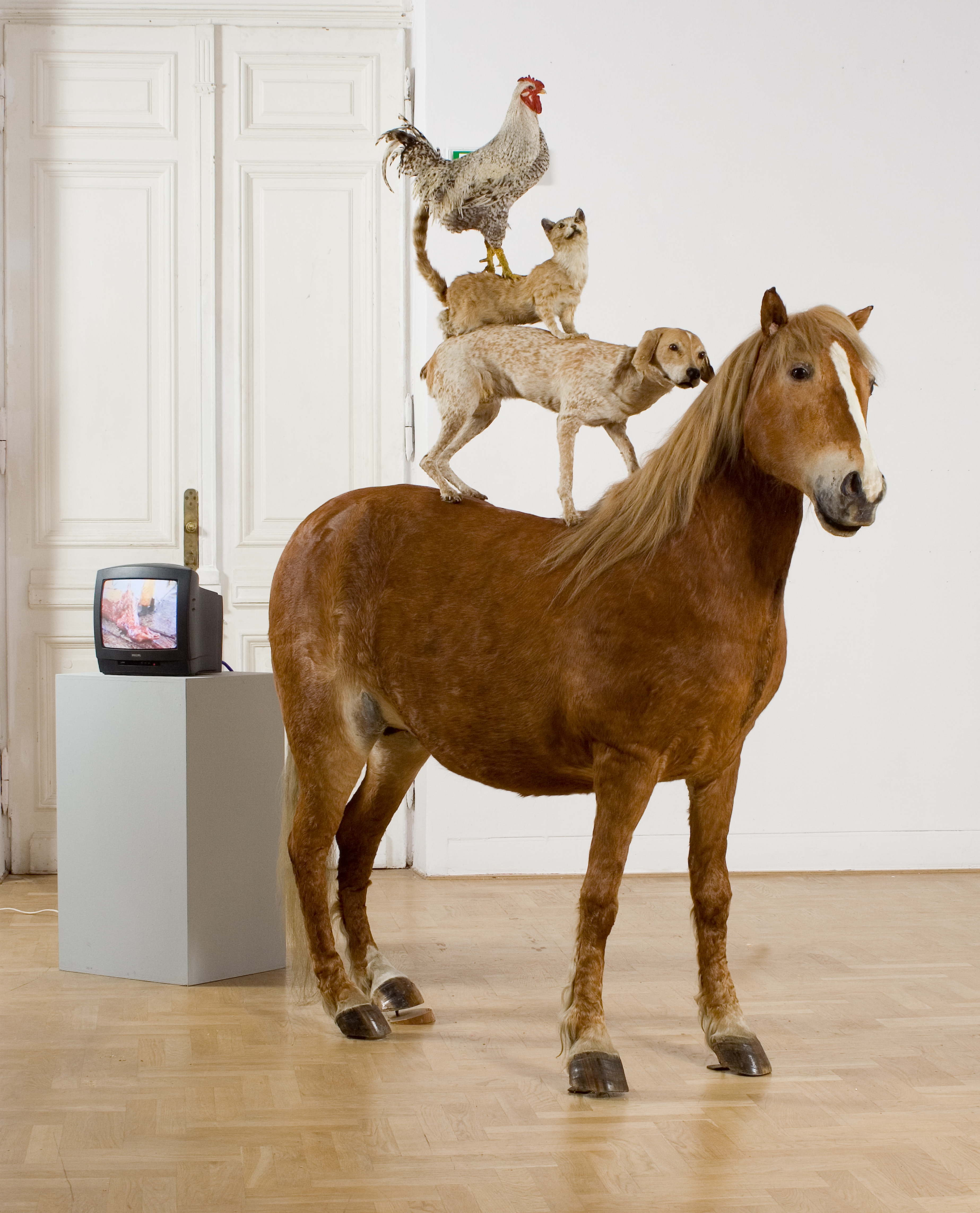
Arbeit von Katarzyna Kozyra
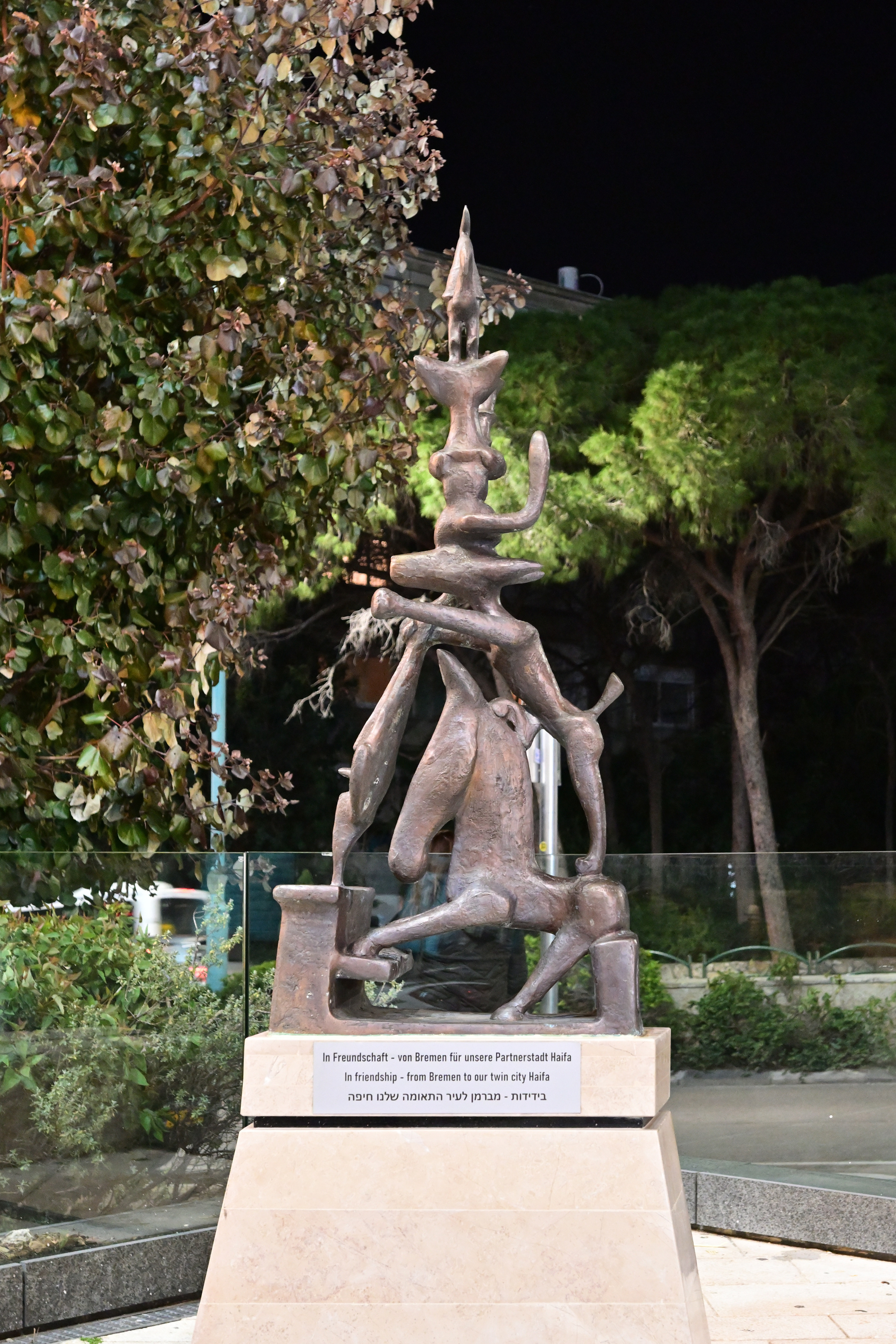
Musik unter Freunden in der Bremer Partnerstadt Haifa

### Gedenkmünzen
Am 9. Februar 2017 wurde von der Bundesrepublik Deutschland in der Serie Grimms Märchen eine silberne Gedenkmünze mit einem Nominalwert von 20 Euro herausgegeben. Das Motiv hatte Elena Gerber entworfen.

## Literarische Rezeption
In Der Räuber und die Hausthiere (Nr. 3 in Ernst Heinrich Meiers Deutsche Volksmärchen aus Schwaben, 1852), das die Brüder Grimm schon in ihrer Anmerkung nennen, gehen Pferd, Ochse, Hund, Hahn, Katze und Gans mit dem armen Müllerknecht, vertreiben im Waldhaus den heimkehrenden Räuber und bleiben da. Vgl. zum Schlusssatz Die Cholerakinder in Ulrich Jahns Volksmärchen aus Pommern und Rügen, Nr. 40: „… wer mit dabei gewesen ist, dem ist der Mund noch darnach lecker.“ Auf das Zitat „… etwas Besseres als den Tod findest du überall …“ greift Carl Zuckmayer in seinem Drama Der Hauptmann von Köpenick zurück, denn nichts schien ihm geeigneter als dieser Satz aus den Bremer Stadtmusikanten, um zu verdeutlichen, dass aus jeder schier aussichtslosen Lage Kraft für einen Neuanfang geschöpft werden könne. Günter Bruno Fuchs’ Roman Bericht eines Bremer Stadtmusikanten spielt auf das Märchen an, indem der entlassene Straßenfeger sich oft einen alten Esel nennt („etwas Besseres als den Tod findest du überall“) und zum Schluss träumt, wie der Polier als Hahn ein Räuberhaus stürmen lässt.
In Janoschs Parodie werden die hungrigen Tiere überall weggejagt, bis eine Plattenfirma mit teurer Werbung aus ihrem letzten Heulen in Hunger und Kälte einen Hit macht. Iring Fetscher deutet den Text ironisch im Hinblick auf Hausbesetzer als Vertreibung von Immobilienspekulanten durch arme Rentner (Hafenarbeiter, Soldat, Freudenmädchen und Tenor), ähnlich Siegfried Stadler. Auch Nicolas Born erzählt das Märchen nach. In Wolfram Siebecks Die Bonner Stadtmusikanten vertreiben die Tiere mit NS-Parolen die Bürger, die sie gewähren lassen und lieber in den Urlaub fahren. Howard Waldrops Musikanten sind im amerikanischen Süden unterwegs. 1998 untersucht Uwe Heilemann in der Glosse Die Bremer Stadtmusikanten und die gesetzliche Rentenversicherung die Frage, ob die vier Protagonisten des Märchens mit Aussicht auf Erfolg einen Antrag auf Alters- oder Erwerbsminderungsrente stellen könnten. Ein Manga erschien 2012 von Reyhan Yildirim. In einer Neuerzählung von Rosemarie Tüpker landen die Tiere auf einem Gnadenhof in Lilienthal, in der Nähe von Bremen, und spielen dort auf dem Marktplatz tatsächlich als Stadtmusikanten. Eine aktuelle Nacherzählung verlegt die Heimat der Stadtmusikanten 2020 ins Hessische Hinterland.
Eugen Drewermann setzte im Jahr 2007 das Märchen in Bezug zur Tagespolitik. Die Tiere gründen hier eine Gemeinschaft als Straßenmusikanten, um noch etwas wert zu sein und nicht geschlachtet zu werden, so ungeeignet ihre Stimmen dafür auch sein mögen. Die Politik, so Drewermann, solle aufhören, das Vertrauen einfacher Menschen zu missbrauchen, die ihr Leben nicht in Existenzangst, sondern in Liebe und Dankbarkeit führen wollen.

## Bühnenwerke
Bühnenfassungen des Märchens stammen von:
- Richard Mohaupt: Die Bremer Stadtmusikanten. Buffo-Oper in 2 Akten (Prolog und 4 Bilder) (1949)[49]
- Gertraude Röhricht: Die Bremer Stadtmusikanten: Nach dem Märchen der Gebrüder Grimm. Märchenspiel in 3 Bildern (1953)[50]
- Herbert Walter: Die Bremer Stadtmusikanten; Regie: Hans-Dieter Schmidt UA im Theater der Freundschaft Berlin (1959)[51]
- Robert Bürkner: Die Bremer Stadtmusikanten. Weihnachtsmärchen in 3 Bildern (1960)[52][53]
- Hans Bergese, Mitautor am Orff-Schulwerk, und Anneliese Schmolke, die beide das Märchen als Kinderoper schrieben, die von Kindern dargestellt werden kann.
- Michael Fajgel: Märchenmusical Die Bremer Stadtmusikanten (2015)[54]
- Isabelle Flachsmann (Buch und Songtexte) und Juri Kannheiser (Komposition): Musical Die Bremer Stadtmusikanten (2022)[55]

## Hörspiele (Auswahl)

### Niederdeutsche Fassungen
- 1957: De Bremer Stadtmuskanten. Produzent: RB. Hörspielautor und Regie: Erwin Wirschaz. Sprecher u. a.: Heinrich Kunst (Isaak Essel, Müllerknecht), Bernd Wiegmann (Leo Zetter, Nachtwächter), Cäsar Wolter (Mischa Schnurre, Kammerjäger), Hermann Budde (Fritz Klahn, Knecht), Friedrich W. Bauschulte (Sprecher)
- 1963: De Bremer Stadtmuskanten. Produzent: NDR. Hörspielautor: Ludwig Rathcamp, Regie: Hans Tügel, Jutta Zech. Sprecher u. a.: Otto Lüthje (Esel), Heinz Lanker (Hund), Hilde Sicks (Katze), Edgar Bessen (Hahn), Walther Bullerdiek (Bauer), Hartwig Sievers (Sprecher)
- 1966: De Bremer Stadtmuskanten. Produzent: RB. Hörspielautor: Ludwig Rathcamp, Regie: Dieter Ehlers. Sprecher u. a.: Bernd Wiegmann (De Esel), Carl Hinrichs (De Hund), Ingeborg Walther (De Katt), Hans Jürgen Ott (De Hahn), Walter A. Kreye (Verteller)

### Hochdeutsche Fassungen
- 1957: Die Bremer Stadtmusikanten. Produzent: Rundfunk der DDR. Bearbeitung (Wort): Hella Unrauh, Regie: Dora König. Sprecher: Erik S. Klein (Esel), Theo Mack (Hund), Günther Meixner (Hahn), Barbara Winkler (Katze)
- 1958: Die Bremer Stadtmusikanten. Produzent: SWF. Bearbeitung (Wort): Norbert Wenn, Regie: Hans Bernd Müller. Sprecher u. a.: Hanns Bernhardt, Richard Bohne, Friedrich von Bülow, Stephanie Wiesand, Horst-Werner Loos
- 1987: Die Bremer Stadtmusikanten. Produzent: Rundfunk der DDR. Bearbeitung (Wort): Thomas Rosenlöcher, Regie: Maritta Hübner. Sprecher u. a.: Hildegard Alex (Katze), Lutz Riemann (Hund), Peter Reusse (Hahn), Martin Seifert (Esel), Wolfgang Ostberg (Erzähler)
- 1993: Die Bremer Stadtmusikanten. Produzent: SDR. Bearbeitung (Wort): Thomas Rosenlöcher, Regie: Otto Düben. Sprecher u. a.: Stefan Wigger (Der Esel), Matthias Haase (Der Hund), Veronika Nickl (Die Katze), Ernst H. Hilbich (Der Hahn)
- 1998: Die Bremer Stadtmusikanten. Produzent: WDR. Regie: Uwe Schareck. Sprecher: Lena Stolze, Anna Magdalena Fitzi, Matthias Haase, Christian Brückner
- 2009: Die Bremer Stadtmusikanten. Produzent: rbb. Bearbeitung (Wort): Barbara Plensat, Peter Gugisch, Regie: Barbara Plensat. Sprecher: Ulrich Noethen, Gábor Biedermann, Marie Gruber

## Verfilmungen (Auswahl)
- 1922: The Four Musicians of Bremen, USA, Regie: Walt Disney, 7 min.[56]
- 1935: Die Bremer Stadtmusikanten, deutscher Trickfilm, Deutsches Reich, Regie: Ferdinand Diehl, ca. 15 min.[57]
- 1935: The Brementown Musicians (1935), USA, Regie: Ub Iwerks, Musik: Carl Stalling, Animations-Kurzfilm
- 1954: Die Bremer Stadtmusikanten, DDR, DEFA, Silhouettenfilm, Regie: Bruno J. Böttge, 19 min.[58]
- 1959: Die Bremer Stadtmusikanten (1959), Bundesrepublik Deutschland, Regie: Rainer Geis, mit Peter Thom, Max Bößl, Christa Welzmüller, Toni Mang, Peter Brand, 77 min.
- 1969: Bremenskije musykanty (Бременские музыканты, Die Bremer Stadtmusikanten), sowjetisches Zeichentrick-Musical, Sojusmultfilm, Regie: Inessa Kovalevskaya, 21 min.
- 1972: The Muppet Musicians of Bremen, Regie: Jim Henson[59]
- 1973: Po sledam bremenskich musykantow (По следам бременских музыкантов, Auf den Spuren der Bremer Stadtmusikanten), Sowjetunion, Sojusmultfilm, Regie: Wassili Liwanow, 19 min.
- 1979: Die Bremer Stadtmusikanten, DEFA, DDR, Regie: Uwe-Detlev Jessen, 60 min.
- 1987: Die Bremer Stadtmusikanten, DEFA-Trickfilm, DDR, Regie: Peter Pohler, 25 min.
- 1987: Burēmen no ongakutai (ブレーメンの音楽隊, Die Bremer Stadtmusikanten), Japan, ca. 25 min., Folge 1 von 47 in der Reihe Gurimu Meisaku Gekijō (Grimms Märchen)
- 1989: Die Abenteuer der Bremer Stadtmusikanten, spanische Zeichentrickserie. Originaltitel: „Los Trotamúsicos“.
- 1997: Die furchtlosen Vier, deutscher Zeichentrickfilm 1997
- 1999: SimsalaGrimm, deutsche Zeichentrickserie 1999, Staffel 2, Folge 1: Die Bremer Stadtmusikanten
- 2001: Nowyje bremenskije (Новые бременские, Die neuen Bremer), Russland, 2001, Regie: Alexander Gorlenko, 56 min.
- 2009: Die Bremer Stadtmusikanten, Märchenfilm aus der 2. Staffel der ARD-Reihe Acht auf einen Streich, Deutschland, Regie: Dirk Regel, 60 min.
- 2018: Die sagenhaften Vier, deutsch/belgischer Animationsfilm, Regie: Christoph und Wolfgang Lauenstein, 83 min.

Eine Folge der Sesamstraße parodiert Die Bremer Stadtmusikanten.

## Stadtmusik und Ratsmusikanten im alten Bremen

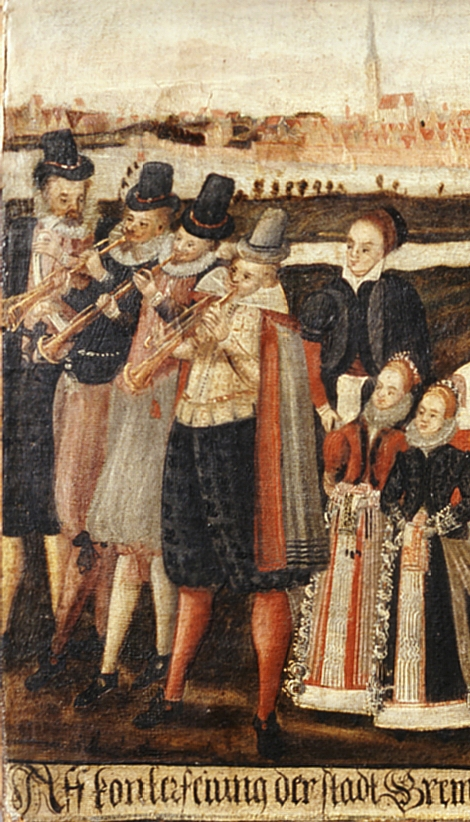
Ratsmusiker führen 1618 einen Hochzeitszug an. Gemälde (Ausschnitt) im Focke-Museum Bremen

Bei den wirklichen Bremer Stadtmusikanten, auf die sich der Wunsch der vier Märchenfiguren nur als vage Vorstellung bezieht, handelte es sich um Spielleute, die von den städtischen Obrigkeiten mehr oder weniger fest angestellt wurden. 1339 wird in Bremen ein Ratstrompeter urkundlich erwähnt. Später waren es in den norddeutschen Städten meist um die vier Musiker, um 1500 gehörten zwei Trompeter, ein Posaunist und zwei Pfeifer zu den Bremer Ratsmusikern. Sie begleiteten Gesandtschaften unter anderem nach Deventer und nach Hamburg und spielten bei Senatsempfängen und Hochzeiten. Vier Bläser begleiten auch die auf mehreren bremischen Ölgemälden des 17. Jahrhunderts dargestellten Hochzeitszüge. 1751 wurden die Stadtmusikanten in das städtische Musikkorps eingegliedert. Im 19. Jahrhundert führte der städtische Musikdirektor die Tradition der Stadtmusik weiter, die zu den heutigen, städtisch subventionierten Orchestern führte.

### Primärliteratur
- Kinder- und Haus-Märchen. Gesammelt durch die Brüder Grimm. Erster Band. Mit zwei Kupfern. Zweite vermehrte und verbesserte Auflage. G. Reimer, Berlin 1819, S. 141–145.
- Brüder Grimm. Kinder- und Hausmärchen. Mit 184 Illustrationen zeitgenössischer Künstler und einem Nachwort von Heinz Rölleke. Vollständige Ausgabe, 19. Auflage. Artemis & Winkler Verlag, Düsseldorf/Zürich 1999, ISBN 3-538-06943-3, S. 180–189.
- Brüder Grimm. Kinder- und Hausmärchen. Ausgabe letzter Hand mit den Originalanmerkungen der Brüder Grimm. Mit einem Anhang sämtlicher, nicht in allen Auflagen veröffentlichter Märchen und Herkunftsnachweisen herausgegeben von Heinz Rölleke. Band 3: Originalanmerkungen, Herkunftsnachweise, Nachwort. Durchgesehene und bibliographisch ergänzte Ausgabe. Reclam-Verlag, Stuttgart 1994, ISBN 3-15-003193-1, S. 59–66, 454.

### Sekundärliteratur
- Dieter Brand-Kruth: Auf nach Bremen. Den Stadtmusikanten auf der Spur. Klaus Kellner Verlag, Bremen 2019, ISBN 978-3-95651-210-0.
- Andreas Lienkamp: Aufstand für das Leben. 'Die Bremer Stadtmusikanten' und 'Der Hauptmann von Köpenick' - Zum 200. Geburtstag des Grimm’schen und zum 90. des Zuckmayer’schen Märchens. Tectum, Baden-Baden 2019, ISBN 978-3-8288-4383-7 ().
- Gerrit Reichert: Das Geheimnis der Bremer Stadtmusikanten. Zauberspruch der Weihnachtszeit. Sujet Verlag, Bremen 2009, ISBN 978-3-933995-41-4.
- Hans-Jörg Uther: Handbuch zu den Kinder- und Hausmärchen der Brüder Grimm. de Gruyter, Berlin 2008, ISBN 978-3-11-019441-8, S. 69–74.
- Eugen Drewermann: Von der Macht des Geldes oder Märchen zur Ökonomie. Patmos Verlag, Düsseldorf 2007, ISBN 978-3-491-21002-8, S. 123–151.
- Lothar Bluhm, Heinz Rölleke (Hrsg.): „Redensarten des Volks, auf die ich immer horche“. Märchen – Sprichwort – Redensart. Zur volkspoetischen Ausgestaltung der Kinder- und Hausmärchen durch die Brüder Grimm. Neue Ausgabe. Hirzel Verlag, Stuttgart/Leipzig 1997, ISBN 3-7776-0733-9, S. 64–67.
- Andreas Röpcke, Karin Hackel-Stehr (Hrsg.): Die Stadtmusikanten in Bremen. Edition Temmen, Bremen 1993, ISBN 978-3-86108-219-4.
- Dieter Richter: Die „Bremer Stadtmusikanten“ in Bremen. Zum Weiterleben eines Grimmschen Märchens. In: Hans-Jörg Uther (Hrsg.): Märchen in unserer Zeit. Diederichs, München 1990, ISBN 978-3-424-01019-0, S. 27–38.
- Dieter Brand-Kruth, Konrad Elmshäuser, Angelika Benedicta Hirsch: Vorträge zu dem Märchen "Die Bremer Stadtmusikanten". In: Harlinda Lox, Ricarda Lukas (Hrsg.): Verwandlung in Märchen und Mythen - Die Bremer Stadtmusikanten. Forschungsbeiträge aus der Welt der Märchen. Königsfurt-Urania: Krummwisch 2020, S. 193–261 (= Veröffentlichungen der Europäischen Märchengesellschaft, Band 45).